# Anca Dumitra
Anca Dumitra (n. 31 august 1987, Craiova, România) este o actriță română de teatru, televiziune și film.

## Biografie
Anca Dumitra s-a născut și a crescut în Craiova. A absolvit Universitatea Națională de Artă Teatrală și Cinematografică „Ion Luca Caragiale” din București, la clasa lui Doru Ana și a lui Gelu Colceag.
Este cunoscută pentru rolul Gianinei din serialul Las Fierbinți. A activat la Teatrul Pentru Copii și Tineret „Mihai Popescu” din Târgoviște, în București la Teatrul de Comedie, la Teatrul Odeon, la Teatrul Metropolis, la Teatrul Nottara, la Teatrul „Toma Caragiu” din Ploiești și altele.
În 2018, a jucat rolul principal în filmul Doing Money, distribuit de BBC Two.
În 2022, Anca Dumitra s-a căsătorit cu un om de afaceri din Austria. În 2024 a devenit mamă.

## Roluri în teatru
- Pescărușul, de Anton Pavlovici Cehov, regia Claudiu Goga, 2013 la Teatrul de Comedie, București - Nina
- Mizantropul, de Molière, regia Alexandru Mâzgăreanu, 2014 la Teatrul Nottara, București - Celimene
- Casanova, regia Dragoș Galgoțiu, 2015 la Teatrul Odeon, București - La Tintoretta
- A douăsprezecea noapte, de William Shakespeare, regia Victor Ioan Frunză, 2015 la Teatrul Metropolis, București - Maria
- Kafka. 5 vise, regia Dragoș Galgoțiu, 2016 la Teatrul Odeon, București - femeia din tribunal
- Jake și femeile lui, de Neil Simon, regia Claudiu Goga, 2016 la Teatrul Metropolis, București - fosta soție
- Amadeus, de Peter Shaffer, regia Victor Ioan Frunză, 2016 la Teatrul Metropolis, București - Caterina
- Totul în grădină, de Edward Albee, direcția de scenă Victor Ioan Frunză, 2018 la Teatrul de Comedie, București - Beryl
- Mult zgomot pentru nimic, de William Shakespeare, regia Andrei Șerban, 2018 la Teatrul de Comedie, București - Hero
- Vrăjitoarele din Salem, de Arthur Miller, regia Vlad Cristache, 2019 la Teatrul „Toma Caragiu”, Ploiești - Abigail
- Forma lucrurilor, de Neil LaBute, regia Silviu Debu, 2021 la Teatrul de Comedie, București - Evelyn

## Filmografie
- Copilăria lui Icar, regia Alex Iordăchescu, 2009 - infirmieră
- Unde dai și unde crapă, regia Andrei Ion, scurtmetraj, 2012 - Stela
- Wannabes, regia Răzvan Barseti, scurtmetraj, 2012 - Spiffy Girl
- Las Fierbinți, regia Dragoș Buliga, Constantin Popescu, Gabriel Achim, serial TV, din 2012 - Gianina
- Oase pentru Otto, regia Matei Lucaci-Grünberg, scurtmetraj, 2015 - prostituată
- Doing Money, regia Lynsey Miller, TV, 2018 - Ana
- Complet necunoscuți, regia Octavian Strunilă, 2021 - Maria
- Haita de acțiune, regia Vali Dobrogeanu, 2023 - doamna Avramescu